# Nurullah Berk
Nurullah Cemal Berk (22 martie 1906 Istanbul - 9 ianuarie 1982 id.) a fost un pictor, critic de artă și pedagog turc, influențat mai ales de constructivism și, uneori, de cubism.
Arta sa este inspirată și de motive tradiționale turcești, inclusiv din miniaturile și reliefurile medievale otomane și din folclorul anatolian. A aspirat. mai ales in ultima perioadă a activității sale, spre o sinteză între arta vest-europeană și cea turcă.